# T.H.U.G.S.
T.H.U.G.S. är ett album av rapgruppen Bone Thugs-N-Harmony som släpptes 13 november 2007 av Ruthless Records. Albumet innehåller gammalt material som de gjorde år 2002.

## Låtlista
1. "T.H.U.G.S" - 5:58
2. "Unstoppable" - 5:03
3. "Nation Of Thugs" - 3:49
4. "Wildin'" - 3:42
5. "Not That Nigga" - 4:39
6. "Bone Thug Soldier" - 3:02
7. "I'm Bone" - 4:09
8. "Sweet Jane" - 4:09
9. "Everyday Thugs" - 4:59
10. "Don't Waste My Time" - 4:12
11. "Young Thugs" - 3:43
12. "Remember Yesterday" - 3:33
13. "So Many Places" - 4:25

## Medverkande
- Krayzie Bone
- Layzie Bone
- Bizzy Bone
- Wish Bone